# Parasmittina egyptiaca
Parasmittina egyptiaca is een mosdiertjessoort uit de familie van de Smittinidae. De wetenschappelijke naam van de soort is voor het eerst geldig gepubliceerd in 1909 door Waters.